# Arboga
Arboga (/²ârˌboːɡa/ ARR-bå-ga) es una localidad y sede del municipio de Arboga en la provincia de Västmanland.

## Descripción
Se tiene sabido que la ciudad de Arboga existe desde el siglo XIII, pero la zona ha estado habitada desde alrededor del año 900 AD. El nombre (originalmente Arbugæ) se compone de dos palabras Ar, que en el antiguo medio sueco significan río y Bughi que significa "doblar", y que en su conjunto tiene dicho significado por la curva del río. Hoy la ciudad es un eslabón importante, ya que el tráfico de las autopistas E18 y E20 se unen allí. Dos líneas de ferrocarril, Mälarbanan y Svealandsbanan, entre Estocolmo y Hallsberg también se unen en Arborga.
Albertus Pictor, el más famoso artista sueco de la Edad Media, fue admitido burgués de la ciudad en 1465.